# Hol werkwoord (Arabisch)
Een hol werkwoord in het Arabisch is een werkwoord waarvan de middelste radicaal van de werkwoordstam zwak is. Holle werkwoorden vormen daarmee een van de categorieën zwakke werkwoorden in het Arabisch. Een andere term voor holle werkwoorden is verba mediae infirmae. Deze Latijnse term duidt de zwakte van de middelste radicaal aan. Holle werkwoorden kenmerken zich door een verandering van klinker afhankelijk van de vervoeging. Ook in andere Semitische talen zoals het Hebreeuws vindt men holle werkwoorden.

## Klinkerverandering
Als voorbeeld van het veranderen van de klinker, beschouw het werkwoord ġāba غاب, afwezig zijn. Twee verschillende klinkers vindt men in deze vervoegingen in de voltooide tijd:
- Ik was afwezig: ġibtu غبت.
- Hij was afwezig: ġāba غاب.

In de ik-vorm vindt men dus niet de alif met lange a-klank, maar een niet geschreven ya ي met korte i-klank.
In de stam/wortel van een hol werkwoord schrijft men als middenradicaal altijd een alif. Echter, als radicaal van het werkwoord geldt ofwel een waw و, dan wel een ya ي. Deze waaw of yaa' komt in de vervoegingsschema's van het werkwoord terug als korte klinker (i of u) of als lange klinker.

## Vervoegingsschema's
Bij holle werkwoorden van vorm I zijn er drie mogelijke schema's van vervoegingen, waar de u- en i-klanken van de zwakke middenradicaal in te vinden zijn.
- Voltooide tijd 'aa' en 'i', onvoltooide tijd 'ii'; voorbeeld ġāba, ġibtu, yaġiibu
- Voltooide tijd 'aa' en 'u', onvoltooide tijd 'uu'; voorbeeld zaara, zurtu, yazuuru
- Voltooide tijd 'aa' en 'i', onvoltooide tijd 'aa'; voorbeeld naama, nimtu, yanaamu

Bij de afgeleide werkwoordvormen II-X geldt dat er ofwel geen holle werkwoorden voor die vorm zijn, dan wel dat er één enkel vervoegingsschema is. Er bestaan holle werkwoorden bij vorm IV, VII, VIII en X.
De gebruikte klinker hangt af van de klinkers in de stam/wortel van het werkwoord, als volgt:
- Vorm IV en X vervoegen met een ya ي. Voorbeeld vorm IV: hij wil: yurīd يريد: .
- Vorm VII en XIII vervoegen met een alif ا. Voorbeeld vorm VIII: hij heeft nodig: yahtādj يحتاج.

Geen holle werkwoorden bestaan er voor:
- Vorm II en V door de shadda.
- Vorm III en VI door de lange alif.
- Vorm IX doordat de waaw of yaa' daar de rol van medeklinker speelt.

## Woordenboek
In een Arabisch woordenboek zoekt men een hol werkwoord op naargelang de stam/wortel, maar dan met de zwakke radicaal. Zo moet men qāla  قال, spreken, zoeken onder qūla قول en ġāba غاب onder ġība غيب.